# Frank Wycheck
Frank Wycheck (Philadelphia, Pensilvania; 14 de octubre de 1971 – Chattanooga, Tennessee; 9 de diciembre de 2023) fue un jugador de fútbol americano, presentador, comentarista deportivo y luchador profesional estadounidense que jugó once temporadas con tres equipos en la NFL en la posición de tight end, fue seleccionado en tres ocasiones al Pro Bowl y fue nombrado al segundo equipo All-Pro en el 2000.

## Carrera

### Universitario
Fue parte de los Maryland Terrapins, y en su año de novato lideró la Atlantic Coast Conference en recpeciones con 58 para 509 yardas, incluyendo el récord de la universidad de 14 recepciones en un partido ante los Virginia Tech Hokies. En su segunda temporada Wycheck lideró al equipo con 45 recepciones, fue incluido en el segundo equipo All-ACC, y puso el récord de la conferencia en cantidad de recepciones en sus dos primeras temporadas. El su tercera temporada el equipo con un cambio de entrenador decidió utilizar la ofensiva run and shoot, colocando a cuatro wide receiver sin tight end, y como resultado, el tiempo de juego y las recepciones de Wycheck bajaron mucho. Sin embargo, por la cantidad de lesionados en el equipo en esa temporada hicieron que Wycheck tuviera que jugar de running back, siendo el titular en la posición los últimos tres partidos de la temporada, donde corrió para más de 100 yardas en dos de esos partidos, incluyendo uno de 162 yardas en la victoria por 53–23 ante los Clemson Tigers. Decidió no jugar su última temporada para participar en el draft de la NFL, completando tres temporadas con Maryland con 134 recepciones para 1,183 yardas, 80 acarreos para 391 yardas y ocho touchdowns.

### Profesional
Wycheck fue seleccionado en la sexta ronda del draft de 1993 de la NFL (160° global) por los Washington Redskins. Con la llegada del entrenador Norv Turner en 1994, los Redskins fracasaron en su intento de convertir a Wycheck en fullback. Más tarde en esa temporada, Wycheck fue suspendido por la liga por dar positivo por esteroides anabólicos. Wycheck fue dejado en libertad por los Redskins en 1995.
En 1995 Wycheck firma con los Houston Oilers, equipo que más tarde pasaría a ser los Tennessee Titans. Wycheck fue seleccionado al Pro Bowl en 1998, 1999 y 2000. Wycheck es más conocido por su participación en el llamado Music City Miracle, en el partido de la ronda de Wild Card del 2000 ante los Buffalo Bills. Con los Titans perdiendo 15–16 con 16 segundos en el reloj. Wycheck tomó el balón que tenía Lorenzo Neal y cruzó el campo hasta donde estaba Kevin Dyson, quien llevó el balón 75 yardas para el touchdown de la victoria. Los Titans jugaron ese año el Super Bowl, pero perdieron por un touchdown. Wycheck se mantuvo con los Titans hasta su retiro en 2003.
Wycheck contabilizó 505 recepciones para 5,126 yardas y 28 touchdowns en su carrera de 11 temporadas, siendo uno de 17 tight ends en superar las 500 recepciones en la historia de la NFL. Wycheck lideró a los Titans en recepciones en tres temporadas consecutivas (1999–2001). En los playoffs de 1999 y 2002 obtuvo 14 recepciones, derribando el récord de Tim Wilson y Jackie Harris. Wycheck también lanzó seis pases en su carrera (todos jugadas de engaño), consiguiendo 148 yardas, dos touchdowns, y un rating de pases de 158.3.

### Lucha profesional
El 31 de mayo de 2007 Total Nonstop Action Wrestling anunció en una conferencia de prensa en Nashville que hubo un problema entre Wycheck y James Storm. Wycheck, con la ayuda de Jeff Jarrett, la lanzó un guitarrazo a James Storm luego de que el "Tennessee Cowboy" la lanzara cerveza en la cara. TNA Wrestling anunció que Wycheck que tendría una lucha contra James Storm en Slammiversary el 17 de junio de 2007. La lucha se hizo oficial en la página de TNA ese mismo día. En el Slammiversary, hizo equipo con Jerry Lynn para vencer a Storm y Ron Killings en una lucha en parejas. Wycheck ganó con un Cradle Piledriver, la movida final de Lynn.

### Presentador y comentarista
En 2001, Wycheck fue anfitrión de su propio programa junto a George Plaster y Willy Daunic para WGFX 104.5 FM hasta su retiro. Wycheck fue coanfitrión  en el programa matutino The Wake  Up Zone junto a Kevin Ingram y Mark Howard para Nashville radio station WGFX "104.5 The Zone". Iniciando el 2005, Wycheck pasó a ser comentarista deportivo para Titans Radio Network.
Antes de la pretemporada de los Titans en 2017 se anunció que Wycheck dejaría su puesto de comentarista por problemas con su laringe a causa de las lesiones deportivas. Se decía que su ausencia sería temporada, siendo reemplazado por Dave McGinnis a partir de la temporada 2018. Como consecuencia, Wycheck también abandonaría el programa The Wake Up Zone en 2017.

## Vida personal
En 1995 Wycheck se casó con Cherryn Krol. Tuvo dos hijas: Deanna (nacida en 1991) y Madison (nacida en 1997) antes de su divorcio. Wycheck ayudó al Tennessee Special Olympics en Harley Ride en un evento de caridad.
En una entrevista en televisión en 2017 para Fox-WZTV en Nashville, Wycheck declaró que tenía miedo sobre algunos síntomas relacionados con enfermedades cerebrales. Wycheck declaró que pretendía donar su cerebro al Concussion Legacy Foundation para estudios luego de su muerte.
El 9 de diciembre de 2023 Wycheck muere a los 52 años luego de caerse y lastimarse la cabeza en su casa en Chattanooga.